# Lore Anderlik
Lore Theodolinde Anderlik (* 13. Oktober 1933 in München; † 8. November 2022 in Puchheim) war eine deutsche Erzieherin und Montessori-Therapeutin.

## Werdegang
Anderlik zog 1954 nach Puchheim und begann ihre Tätigkeit als Pädagogin im örtlichen Kindergarten, wo sie sechs Jahre lang in einer gemischten Gruppe Kinder nach den Leitideen von Maria Montessori betreute. In den Jahren 1970/71 absolvierte sie einen Lehrgang als Montessori-Erzieherin. Im Telekolleg holte sie das Abitur nach und bildete sich von 1972 bis 1975 zur Erzieherin fort.
Ab 1971 arbeitete sie unter Theodor Hellbrügge im Kinderzentrum München am Aufbau der Montessori-Therapie mit. Dort war sie von 1982 bis 1993 Leiterin der Abteilung Montessori-Therapie und von 1991 bis Februar 2008 Leiterin der Montessori-Therapie-Fortbildung. 1978 stellte sie erstmals ihre Arbeit auf einem Kongress der Montessori-Gesellschaft in Amsterdam vor.
Seit 1986 arbeitete sie in eigener Praxis in Puchheim und war als Buchautorin tätig.

## Ehrungen
- September 1993: Sonnenschein-Medaille – Miteinander wachsen der Aktion Sonnenschein
- Oktober 2006: Award of Achievement der Kawasaki University of Medical Welfare
- Februar 2008: Ehrendiplom Montessori-Therapeutin
- September 2011: Verdienstkreuz am Bande der Bundesrepublik Deutschland
- Oktober 2022: Ehrenmitgliedschaft des Montessori-Berufsverbandes

## Schriften
- in Joachim W. Dudenhausen (Hrsg.) Lore Anderlik: Down-Syndrom: Früherkennung und therapeutische Hilfen: ein Leitfaden der Stiftung für das Behinderte Kind zur Förderung von Vorsorge und Früherkennung – Frankfurt/Main: Umwelt-und-Medizin-Verlags-Gesellschaft, 1992
- Ein Weg für alle! – Dortmund: Verlag Modernes Lernen, Borgmann KG, 1996, ISBN 3-8080-0375-8
- Das Williams-Beuren-Syndrom. – Garching: Regionalgruppe Bayern-Süd im Bundesverband Williams-Beuren-Syndrom, 1999
- Montessori – ein Weg zur Inklusion. – Dortmund: Verlag Modernes Lernen, Borgmann Media, 2011, ISBN 978-3-8080-0671-9
- Montessori – der Weg geht weiter. – Dortmund: Verlag Modernes Lernen, 2012